# Кейтсби, Уильям
Уильям Кейтсби (англ. William Catesby; до 1446 или 1450 — 25 августа 1485, Лестер, Лестершир, Королевство Англия) — английский рыцарь, приближённый короля Ричарда III, спикер Палаты общин в 1484 году. Благодаря королевским пожалованьям стал самым богатым рыцарем Англии. В битве при Босворте попал в плен и был казнён по приказу Генриха VII.

## Биография
Уильям Кейтсби принадлежал к рыцарскому роду, представители которого владели рядом поместий в центральных графствах Англии. Он был сыном сэра Уильяма Кейтсби из Эшби-Сент-Леджерс в Нортгемптоншире и Филиппы Бишопстон, дочери и наследницы сэра Уильяма Бишопстона. Уильям-младший родился, по разным данным, до 1446 года или в 1450 году; он унаследовал семейные владения после смерти отца в 1470 году, но в источниках появился существенно позже — в связи с событиями 1483 года. На тот момент Кейтсби был опытным законоведом и управляющим поместьями Уильяма Гастингса, 1-го барона Гастингса. Он стал членом совета при малолетнем короле Эдуарде V (1483). Согласно «Истории Ричарда III» Томаса Мора, Кейтсби пользовался неограниченным доверием Гастингса, но предал его, заключив тайный союз с лордом-протектором — дядей короля Ричардом Глостерским, стремившимся захватить корону. Ричард поручил Кейтсби осторожно узнать, поддержит ли его Гастингс; барон отказался это обсуждать, и тогда Кейтсби, «опасаясь, как бы лорд Гастингс с друзьями не подорвал своими действиями его доверенного положения», сказал Глостеру, будто получил резкий отрицательный ответ. Следствием этого стала казнь барона.
Когда лорд-протектор стал новым королём под именем Ричард III, Кейтсби занял видное место в его окружении. Большая хроника Лондона называет Уильяма одним из двух главных фаворитов монарха (наряду с Ричардом Рэтклиффом). Он стал канцлером казначейства, пожизненным канцлером графства Марч, спикером Палаты общин в парламенте 1484 года, где заседал как рыцарь от графства Нортгемптоншир. Значительные земельные пожалования, полученные в эти годы, сделали Кейтсби самым богатым рыцарем Англии. Его влияние на Ричарда III отметил Уильям Коллингборн в своём сатирическом стихотворении: «Кот, крыса и собака Ловелл правят всей Англией при борове». «Кот» здесь Кейтсби, «крыса» — Рэтклифф, а «боров» — сам король, чьей эмблемой была голова вепря. Коллингборна за эти строки приговорили к жестокой казни через повешение, потрошение и четвертование.
По данным некоторых источников, именно Кейтсби и Рэтклифф предупредили короля о нежелательности его женитьбы на племяннице, Елизавете Йоркской: такой союз мог вызвать восстание на севере. В битве при Босворте 22 августа 1485 года Кейтсби сражался рядом с Ричардом III и попал в плен. Спустя три дня его обезглавили в Лестере по приказу нового короля, Генриха VII. Перед казнью Кейтсби составил завещание, в котором выразил надежду, что Генрих будет «добрым и милостивым господином» для его детей. Тело Уильяма похоронили по его просьбе в церкви в Эшби-Сент-Леджерс.

## Семья
Уильям Кейтсби был женат, по разным данным, на Маргарет ла Зуш, дочери Уильяма ла Зуша, 6-го барона Зуша из Харингуорта, или на Маргарет Скруп, дочери Джона Скрупа, 5-го барона Скрупа из Болтона. Жена родила ему трёх сыновей. Наследником стал старший сын Джордж, впоследствии получивший от короны часть родовых поместий. Роберт Кейтсби, организатор «Порохового заговора», был правнуком Джорджа.

## В культуре
Уильям Кейтсби стал персонажем пьесы Уильяма Шекспира «Ричард III». Драматург описывает события 1483 года, следуя за Томасом Мором.
Кейтсби появляется в романе Роберта Стивенсона «Чёрная стрела».